# Wat Phra Si Sanphet

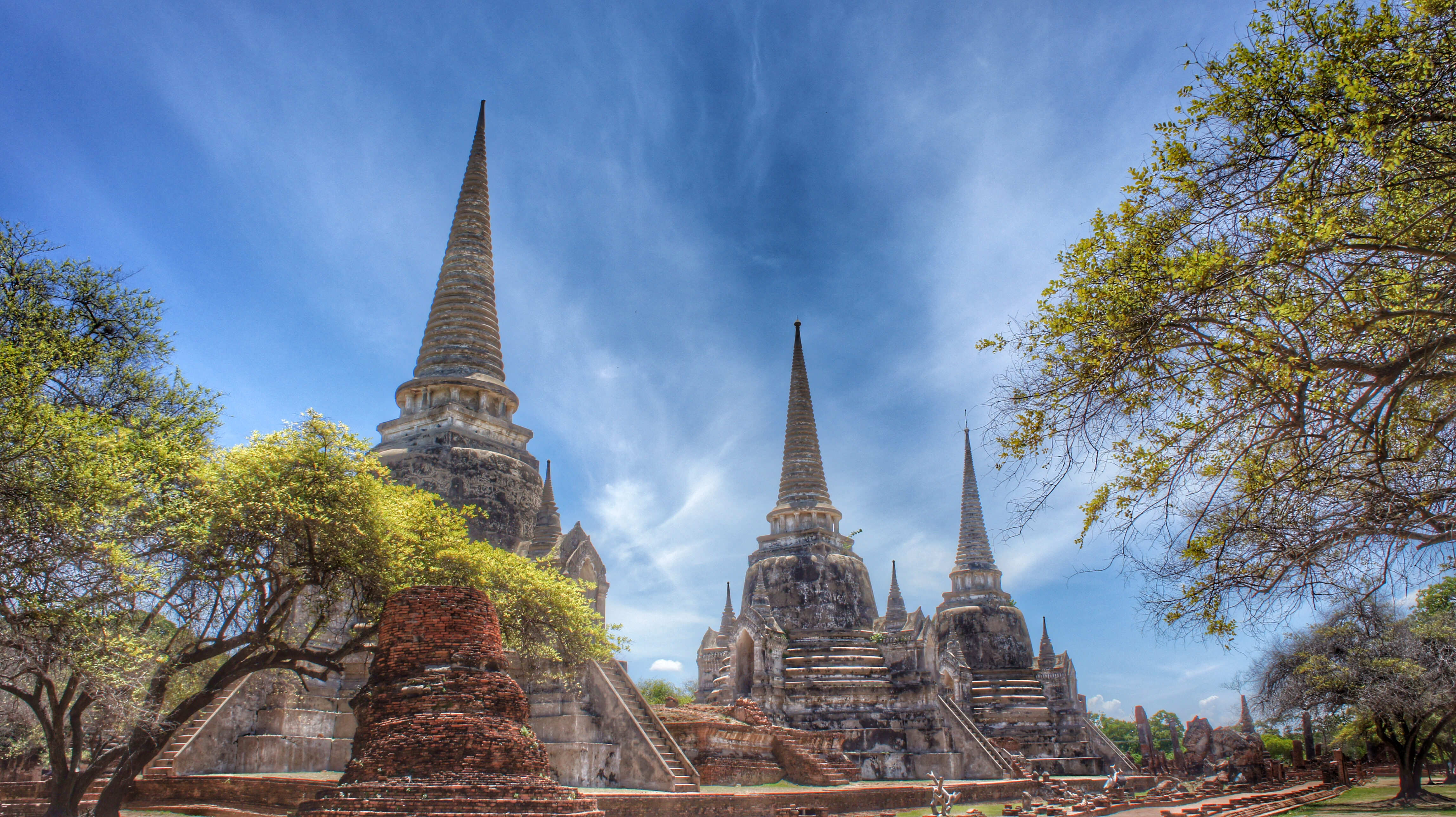
Wat Phra Si Sanphet

Wat Phra Si Sanphet (auch Sri Sanphet, thailändisch วัดพระศรีสรรเพชญ) war der königliche Tempel auf dem Gelände des alten Königspalastes in Ayutthaya, bevor die Stadt 1767 von den Birmanen vollständig zerstört wurde. Er war der größte und schönste Tempel in Ayutthaya, wie es heute der Wat Phra Kaeo in Bangkok ebenfalls darstellt.

## Baugeschichte
Von der Gründung Ayutthayas im Jahr 1350 durch König Ramathibodi I. bis 1448 stand an dieser Stelle der Palast des Königs, ehe König Borommatrailokanat den Palast etwas weiter nördlich verlegen ließ und 1448 den Bau eines Wat an der alten Stelle befahl, der dem Wat Mahathat in Sukhothai gleichen sollte. Sein Sohn, König Ramathibodi II., ließ 1492 zwei Chedis errichten, in denen die Asche seines Vaters und seines Bruders, König Borommaracha III. beigesetzt wurde. Ein weiterer Chedi wurde unter König Borommaracha IV. 1592 aufgebaut.

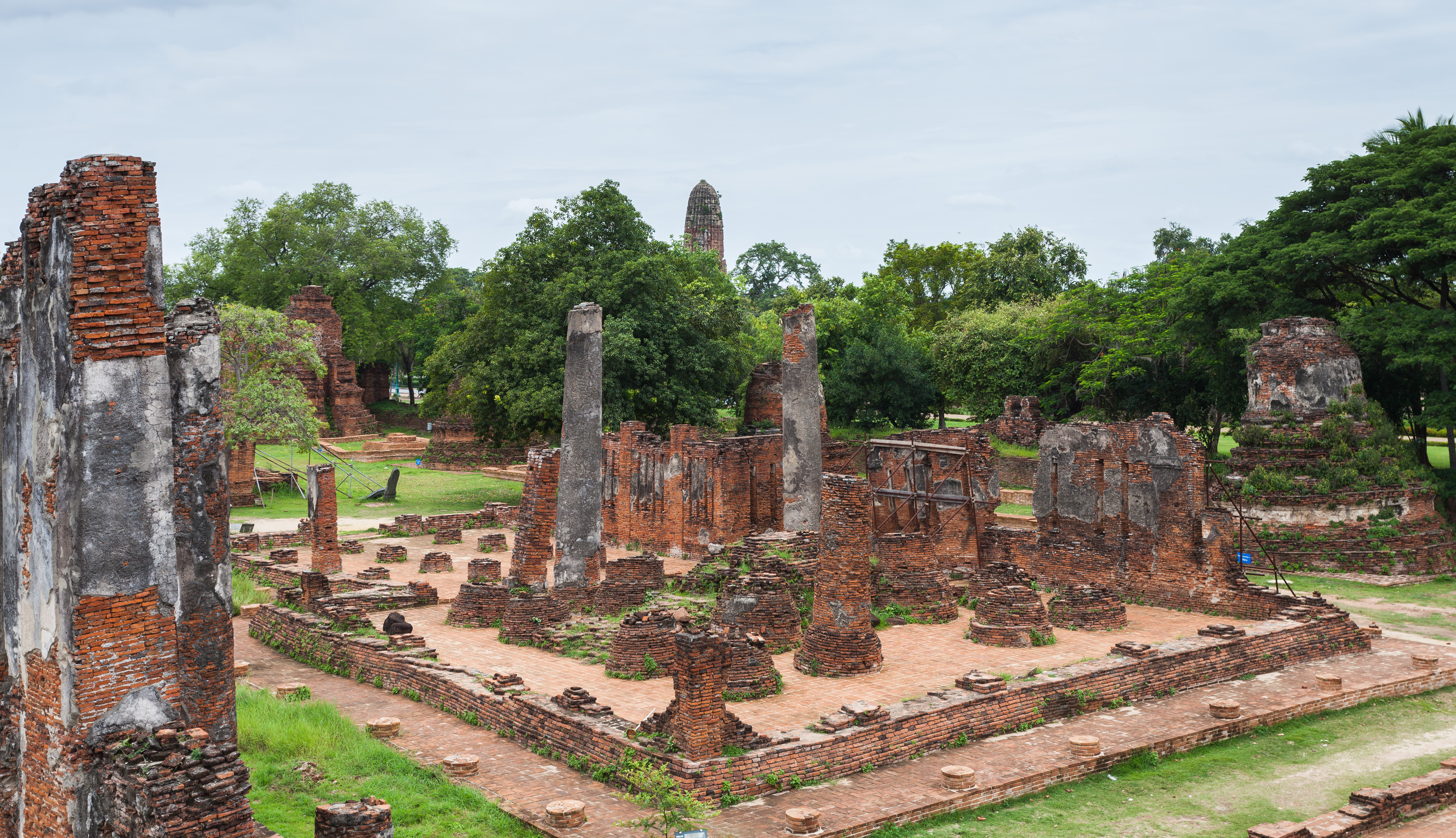
Ruinen

1479 (C.S. 841) wurde ein großer Viharn errichtet und am „Sonntag, dem 8. Tag des zunehmenden Mondes im 6. Monat“ befahl König Ramathibodi II. die Anfertigung einer 16 Meter hohen vergoldeten Buddha-Statue, die Phra Phuttha Si Sanphet genannt wurde. Diese Statue wurde 1483 („im Jahr 845 C.S. im Jahr der Ratte, am Freitag, dem 11. des 8. zunehmenden Mondes“) aufgestellt. Der Chronist beschrieb ihre Größe als „8 Wah hoch, das Gesicht 4 Sok lang und 3 Sok breit, an der Brust maß es 11 Sok. Es wurde Metall im Gewicht von 53.000 Kati benutzt, alleine 286 Kati an Gold“ (1 Wah war etwa 2 m lang, 1 Sok etwa 50 cm, 1 Kati wog etwa 1,2 kg, siehe auch: Alte Maße und Gewichte (Thailand)). Sie war das Objekt höchster Verehrung. Das Blattgold soll der Überlieferung nach ein Gewicht von etwa 2 t gehabt haben. Andere Chroniken legen die Errichtung des Viharn und das Gießen der Statue um 20 Jahre später auf 1499. Wiederum andere sagen, Viharn und Statue sollen erst von König Ekathotsarot (reg. 1605–1610) hergestellt worden sein.
Im Jahre 1741 ließ König Borommakot den Tempel renovieren, „was über ein Jahr in Anspruch nahm“. Andere Quellen sprechen allerdings von einem Zeitraum zwischen 1742 und 1744.
Später wurden hier auch andere Mitglieder der königlichen Familie in Chedis beigesetzt.
Dies ist die Version der „offiziellen“ thailändischen Geschichtsschreibung, die sich an den Studien der Königlichen Chroniken von Ayutthaya durch Prinz Damrong Rajanubhab orientieren. Nachforschungen von Piriya Krairiksh, 1992 Präsident der Siam Society, ergeben jedoch ein etwas anderes Bild. Piriya untersuchte zeitgenössische Darstellungen, unter anderem das Gemälde „Judea“ (heute im Rijksmuseum Amsterdam) und Zeichnungen von Johannes Vingboons, sowie Berichte von Engelbert Kaempfer (1727), Guy Tachard, Jeremias Van Vliet und anderen. Demnach wurde die Statue des „Prodigius Colossus“ (Guy Tachard, 1685) zuerst angefertigt, anschließend der Viharn um ihn herum aufgebaut. Nach den Aufzeichnungen von Van Vliet ist es sogar durchaus denkbar, dass der Phra Phuttha Si Sanphet erst von König Prasat Thong (reg. 1630–1655) geschaffen wurde. Der König soll eine möglicherweise vorher vorhandene Statue durch die große stehende Statue ersetzt haben.

## Nutzung

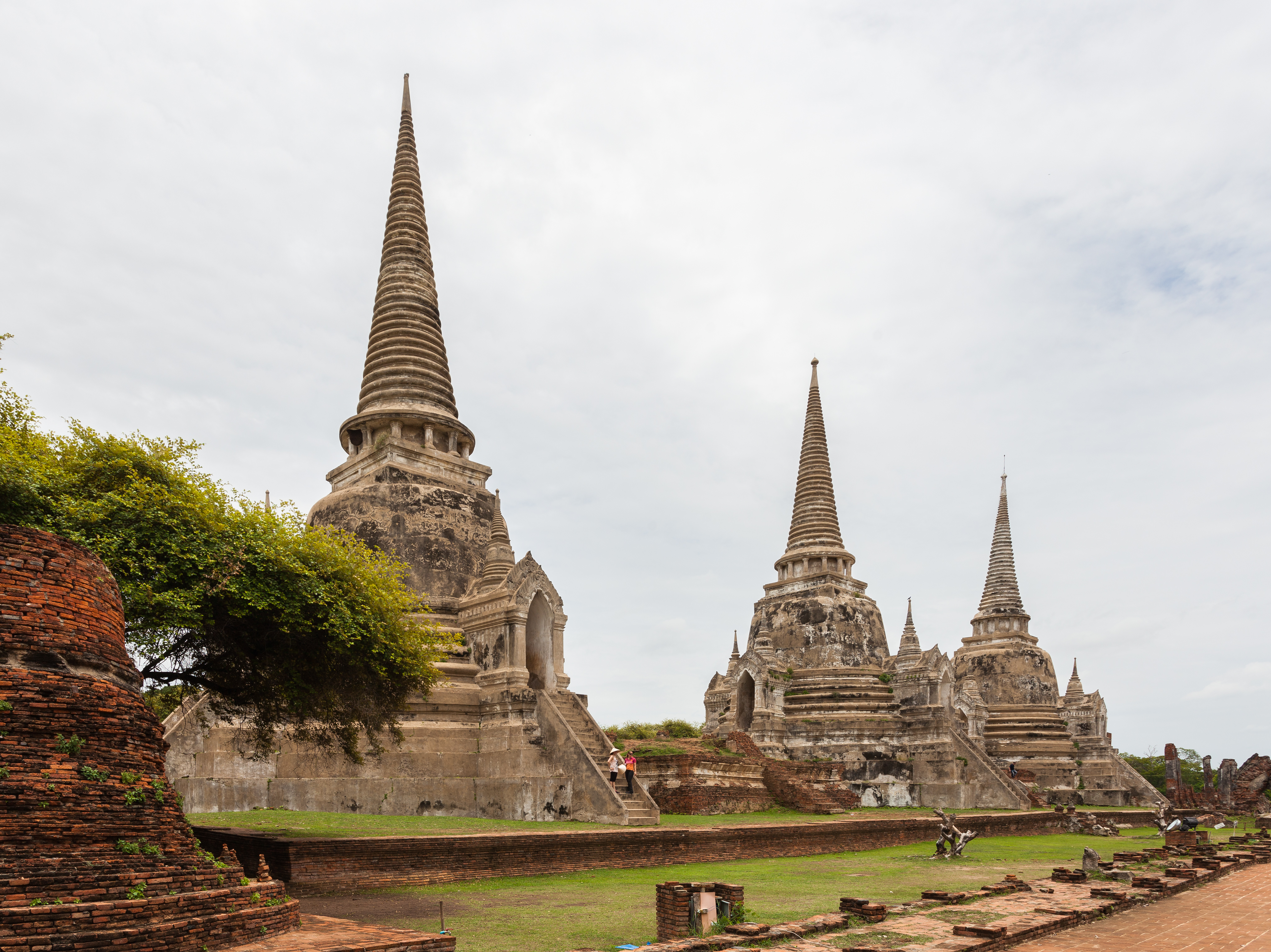
Die drei Chedi des Wat Phra Si Sanphet

Der Wat Phra Si Sanphet war Tempel der königlichen Familie und besaß als solcher keinen Sanghawat, also keinen Wohnbereich für Mönche. Der Wat wurde ausschließlich für königliche Zeremonien benutzt.
Im Jahr 1767 eroberten die Birmanen die Hauptstadt Ayutthaya und begannen die weitgehende Zerstörung und Plünderung der zahlreichen Tempel und anderer Gebäude, darunter auch des Wat Phra Si Sanphet. Sie setzten das Gebäude in Brand, um das Gold einzuschmelzen.
Auch die drei Chedis wurden dabei vernichtet, konnten aber 1956 wieder renoviert werden.

## Sehenswertes

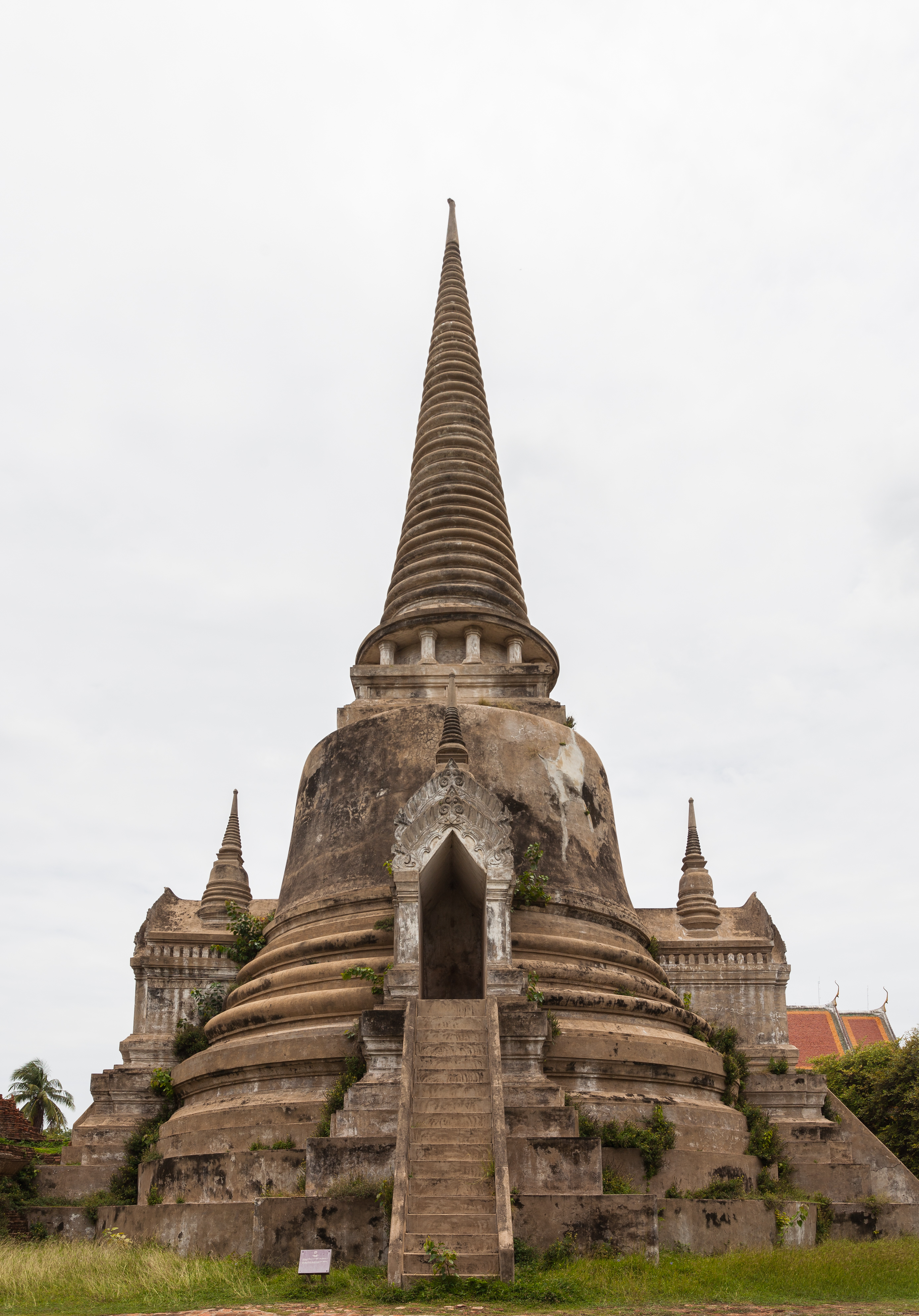
Frontsicht von einem Chedi

In seiner letzten Ausbaustufe vor seiner Zerstörung war der Tempel ein beeindruckendes Bauwerk. Im Zentrum der Anlage befanden sich auf einer erhöhten Plattform die drei Chedis, die heute die einzigen Gebäude sind, welche restauriert wurden. Von allen weiteren sind nur noch die Grundmauern erhalten.
Die Chedis sind in der klassischen, ceylonesischen Bauart errichtet, die an eine Glocke erinnert. In jeder Himmelsrichtung sind kleine Kapellen angesetzt, zu denen steile Treppen führen. Die Dächer der Kapellen sind wiederum mit einer Miniatur-Chedi gekrönt.
Jeder der drei Chedis ist auf der Ostseite ein Mondop zugeordnet, in denen sich möglicherweise Fußabdrücke Buddhas befanden.
Die Terrasse der Chedi mit den Mondop wurden von einem Kreuzgang (Phra Rabieng) umgeben, in den im Westen und im Osten jeweils eine Halle integriert war, eine Anordnung, wie sie heute noch in vielen Tempeln des Landes gesehen werden kann. Das Gebäude im Westen bestand eigentlich aus vier einzelnen Viharn, die kreuzförmig um einen Mondop herum angeordnet waren. Das Gebäude im Osten war der Viharn Luang, das größte Gebäude des Tempels. In ihm stand die Statue des Phra Phuttha Si Sanphet, die dem Tempel den Namen gab.
Symmetrisch um den Viharn Luang gruppierten sich vier weitere Hallen. Nördlich stand ein Viharn, der zwar etwas kleiner als der Viharn Luang war, dennoch groß genug, um die über 10 m hohe Statue des Phra Phuttha Lokanat aufzunehmen. Östlich davor stand die Phra Tinang Chom Thong Thronhalle.
Symmetrisch dazu stand südlich des Viharn Luang der Viharn Pa Le Lei, in der sich vermutlich eine sitzende Buddha-Statue befand. Östlich davor war der Phra Ubosot.

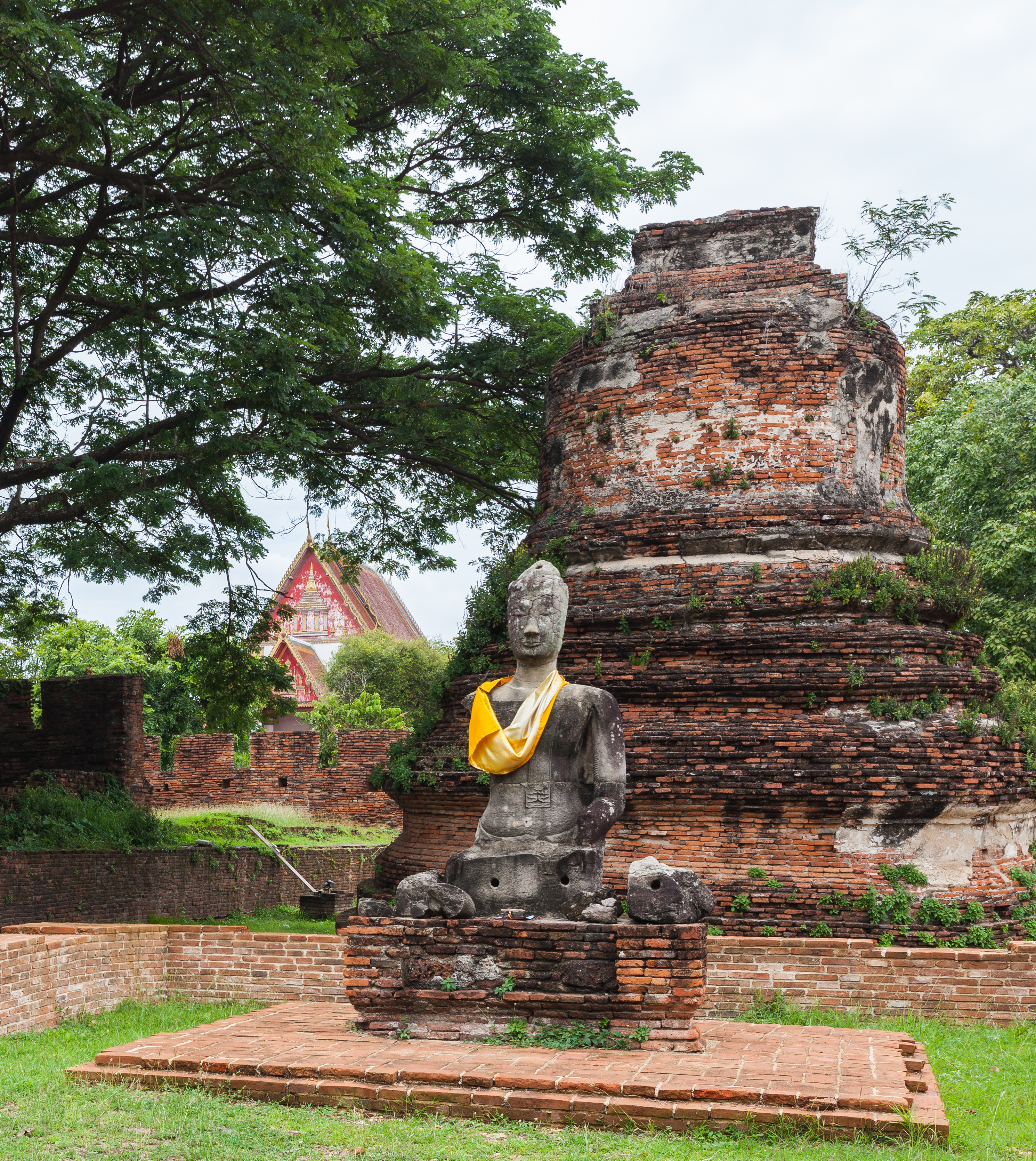
Buddha in Phra Si Sanphet

Um das gesamte Areal zog sich eine hohe Umfassungsmauer, vier Tor-Durchgänge in den vier Himmelsrichtungen boten Zugang zum Tempel. Innen entlang der Mauer standen abwechselnd kleine Chedis und niedrige Pavillons (Sala). Von diesen kleinen Chedis sind heute noch einige erhalten geblieben.

## Rettung der Buddha-Statuen
König Phra Phutthayotfa Chulalok (Rama I., reg. 1782–1809) befahl die Umsetzung der Überreste der Statue Phra Phuttha Si Sanphet nach Bangkok und ließ sie, da sie unwiederbringlich zerstört war, dort in einem eigens gebauten Chedi im Wat Phra Chetuphon einschließen. Der etwa 45 m hohe Chedi wurde anschließend mit grünen Kacheln verkleidet. Der König gab ihm zur Einweihung den Namen Phra Chedi Si Sanphetchayadayan.
Eine weitere stehende Buddha-Statue, die Phra Phuttha Lokanat (etwa: Retter der Welt), welche etwa um 1500 von König Ramathibodi II. in Auftrag gegeben worden war, wurde um die gleiche Zeit ebenfalls in diesen Tempel gebracht. Sie wurde im „Östlichen Viharn“ aufgestellt.